# Matt Simons
Matt Simons (Palo Alto, 20 de febrero de 1987) es un cantautor estadounidense.

## Biografía
Debutó en 2010 con el EP Living Proof. Dos años más tarde, en junio de 2012, lanzó su primer álbum de estudio Pieces. El álbum contiene diez temas, incluyendo un cover de I Will Follow You into the Dark de Death Cab for Cutie. El primer single fue Gone, seguido de With You. Este último tema tuvo mucho éxito en los Países Bajos, donde se utilizó como uno de los "temas" de la serie televisiva Goede tijden, slechte tijden.
En 2014, la canción Catch & Release, incluida en el álbum del mismo nombre, tuvo más éxito. La canción ganó éxito posteriormente gracias al remix del dúo neerlandés Deepend, lanzado en marzo de 2015.
En mayo de 2018, lanzó el sencillo We Can Do Better. 

## Discografía

### Álbumes de estudio
- 2012 - Pieces
- 2014 - Catch & Release

### EP
- 2010 - Living Proof

### Sencillos
- 2012 - Gone
- 2012 - With You
- 2014 - Catch & Release
- 2015 - You Can Come Back Home
- 2016 - Breng Me Naar Het Water (To The Water)
- 2016 - Lose Control
- 2018 - We Can Do Better
- 2019 - Open Up
- 2019 - After The Landslide